# 東耶馬溪村
東耶馬溪村（東耶馬渓村、ひがしやばけいむら）は、大分県下毛郡にあった村。現在の中津市の一部にあたる。

## 地理
山国川水系屋形川沿いの山間部に位置していた。

## 歴史
- 1889年（明治22年）4月1日、町村制の施行により、下毛郡下屋形村、樋田村、今行村、東屋形村、西屋形村、曽木村が合併して村制施行し、東城井村（ひがしきいむら）が発足[3][4]。旧村名を継承した下屋形、樋田、今行、東屋形、西屋形、曽木の6大字を編成[4]。
- 1926年（大正15年）2月11日、東耶馬溪村に名称変更[1][2]。
- 1951年（昭和26年）4月1日、下毛郡上津村と合併し、本耶馬渓村を新設して廃止された[1][2]。

### 地名の由来
1925年（大正14年）隣村の城井村が耶馬溪村に改称したため。

## 産業
- 農業[2]